# Oberwalliser Vokalensemble
Das Oberwalliser Vokalensemble ist ein Schweizer Chor.

## Geschichte
Im Herbst 1981 gründete der Dirigent Hansruedi Kämpfen zusammen mit einigen Sängerinnen und Sängern aus dem Oberwallis das Oberwalliser Vokalensemble (OVE). Anfänglich bestand es aus 18 Personen; dann wuchs die Anzahl der Mitglieder, da sich der Chor an grosse Chorwerke wagte. Heute bewegt sich deren Zahl zwischen 35 und 40 Personen. Das OVE ist Mitglied des Verbands Walliser Gesangvereine. Seit 2018 hat das OVE ein professionelles Management.
Aus den Mitgliedern des Oberwalliser Vokalensembles sind namhafte Sängerinnen, Sänger und Musiker hervorgegangen. Am bekanntesten ist die Sopranistin Rachel Harnisch, die noch heute regelmässig mit dem Ensemble auftritt. Ebenfalls hat die Sopranistin Franziska Andrea Heinzen jahrelang im OVE mitgesungen. Der Pianist Mathias Clausen und der Organist und Dirigent Marco Amherd waren während mehrerer Jahre Sänger und Korrepetitoren des Ensembles.

## Ensemble
Das OVE setzt sich aus Amateursängern zusammen; alle Mitglieder verfügen über eine musikalische Ausbildung. Professionelle Sänger verstärken bei verschiedenen Projekten die Register und übernehmen Solistenpartien. Seit dem Gewinn des bekannten internationalen Wettbewerbs von Gorizia (I) 1989 war das OVE regelmässig Preisträger bei nationalen und internationalen Chorwettbewerben. Am Schweizerischen Chorwettbewerb war das OVE bei vier Teilnahmen in der Kategorie «Elite» viermal unter ersten drei Chören platziert; zweimal erzielte es den ersten Rang. 2017 gewann das OVE die Goldmedaille bei den European Choir Games in Riga und den dritten Preis als bester westeuropäischer Chor beim Chorwettbewerb in Maasmechelen (B).
Neben vielen Radio- und Fernsehaufnahmen singt es regelmässig im In- und Ausland, so u. a. auch beim Lucerne Festival mit dem Hilliard-Ensemble, beim Zermatt Festival unter der Leitung von Marcus Creed und Ton Koopman und beim Verbier Festival unter der Leitung von Michael Tilson Thomas, Jesús López Cobos, Sir Simon Rattle, Zubin Mehta und Fabio Luisi. Das Oberwalliser Vokalensemble arbeitet mit verschiedenen nationalen und internationalen Orchestern zusammen, so z. B. mit Camerata Bern (CH); ensemble daedalus, Basel (CH); I Salonisti (CH); La Follia, Mulhouse (F); Ensemble Il Falcone, (I); Moscow Chamber Orchestra (RUS) dem Kammerorchester CHAARTS, (CH) sowie mit den Festival-Orchestern des Zermatt Festivals und des Verbier Festivals.

## Repertoire
Das OVE pflegt ein anspruchsvolles Repertoire über verschiedene Zeitepochen von Alter Musik über Werke des Barocks und der Romantik bis zu neuzeitlicher Musik. Es singt A-cappella-Werke und Werke mit Klavier- oder Orchesterbegleitung. Regelmässig werden auch Kompositionen zeitgenössischer Künstler uraufgeführt, so z. B. von Eugen Meier, Oskar Lagger, Andreas Zurbriggen, Carl Rütti, Peteris Vasks u. a. die zum Teil eigens für das Oberwalliser Vokalensemble komponierten.

## Musikalische Leitung
Dirigent des Oberwalliser Vokalensembles ist seit der Gründung Hansruedi Kämpfen. Ihm zur Seite stehen professionelle Stimmbilder und ein Korrepetitor.

## Konzerte
Dies ist eine Auswahl der bedeutenderen Konzerte des Oberwalliser Vokalensembles.
| Jahr | Werk/Komponist                                                                 | Aufführungsorte                           | Orchester                         | Direktion                       |
| ---- | ------------------------------------------------------------------------------ | ----------------------------------------- | --------------------------------- | ------------------------------- |
| 1985 | Matthäus-Passion, J. S. Bach                                                   | Visp, Brig                                | ad hoc                            | Hansruedi Kämpfen               |
| 1987 | Johannes-Passion, J. S. Bach                                                   | Naters, Bern                              | ad hoc                            | Hansruedi Kämpfen               |
| 1988 | h-moll-Messe, J. S. Bach                                                       | Bern                                      | ad hoc                            | Hansruedi Kämpfen               |
| 1992 | Johannes-Passion, J.S. Bach                                                    | Naters, Chippis, Thun, Bern               | ad hoc                            | Hansruedi Kämpfen               |
| 1992 | Carmina Burana, Carl Orff                                                      | Naters                                    | ad hoc                            | Hansruedi Kämpfen               |
| 1995 | Requiem, W. A. Mozart                                                          | Guebwiller (F)                            | Moscow Chamber Orchestra          | Constantine Orbellian           |
| 1995 | Marienvesper, Claudio Monteverdi                                               | Basel, Brig, Bern                         | Ensemble daedalus                 | Hansruedi Kämpfen               |
| 1996 | Requiem, W. A. Mozart                                                          | Hérémence, Naters, Bern                   | Kammerorchester La Follia         | Hansruedi Kämpfen               |
| 1996 | Requiem, Maurice Duruflé                                                       | Hérémence, Naters, Bern,                  | Kammerorchester La Follia         | Hansruedi Kämpfen               |
| 1996 | Die Schöpfung, Joseph Haydn                                                    | Sion, Glis                                | Festival-Orchester Tibor Varga    | Tibor Varga                     |
| 1996 | Lauda per la natività, Ottorino Respighi                                       | Visp, Brig                                | Instrumentalensemble ad hoc       | Hansruedi Kämpfen               |
| 1998 | Der Messias, G. F. Händel                                                      | Naters, Chippis, Mulhouse (F), Solothurn  | Kammerorchester La Follia         | Hansruedi Kämpfen               |
| 2003 | Passio, Arvo Pärt                                                              | Luzern                                    | Hilliard Ensemble                 | Hansruedi Kämpfen               |
| 2003 | Ein deutsches Requiem, J. Brahms                                               | Visp, Bern, Luzern                        | Orchester Capricio                | Hansruedi Kämpfen               |
| 2004 | Nelson Messe (Missa in Angustiis), J. Haydn                                    | Sion, Naters, Bern                        | ensemble instrumental valaisan    | Hansruedi Kämpfen               |
| 2004 | Stabat Mater, Domenico Scarlatti                                               | Sion, Naters                              | Instrumentalensemble ad hoc       | Hansruedi Kämpfen               |
| 2006 | Johannes-Passion, J. S. Bach                                                   | Bern, Novara (I), Glis, Chippis, Lausanne | Orchester Carlo Coccia            | Hansruedi Kämpfen               |
| 2007 | All-Night-Vigil, Sergej Rachmaninow                                            | Sitten, Brig, St. Maurice                 | ad hoc                            | Kaspar Putnins (Lt)             |
| 2008 | Carmina Burana, Carl Orff                                                      | Brig                                      | Stadtmusik Saltina, Brig          | Hansruedi Kämpfen               |
| 2008 | Galakonzert mit Rachel Harnisch                                                | Brig, Bern                                | I Salonisti                       | Hansruedi Kämpfen               |
| 2010 | Krönungsmesse, W. A. Mozart                                                    | Zermatt                                   | Zermatt Festival Orchestra        | Marcus Creed                    |
| 2011 | Operngala mit Rachel Harnisch                                                  | Naters, Bern                              | International Chamber Orchestra   | Hansruedi Kämpfen               |
| 2012 | Ein deutsches Requiem, J. Brahms                                               | Brig, Bern, Novara (I)                    | Orchestra Sinphonica Carlo Coccia | Hansruedi Kämpfen               |
| 2013 | Requiem, W. A. Mozart                                                          | Zermatt                                   | Zermatt Festival Orchestra        | Ton Koopman                     |
| 2013 | Der Messias, G. F. Händel                                                      | Brig, Chippis                             | Orchester Il falcone              | Hansruedi Kämpfen               |
| 2014 | Waisenhausmesse (Missa in c), W. A. Mozart                                     | Zermatt                                   | Zermatt Festival Orchestra        | Marcus Creed                    |
| 2015 | Waisenhausmesse (Missa in c), W. A. Mozart                                     | Zermatt                                   | Kammerorchester Concertino        | Hansruedi Kämpfen               |
| 2015 | Symphonie Nr. 2, Gustav Mahler                                                 | Verbier                                   | Verbier Festival Orchestra        | Zubin Mehta                     |
| 2016 | Weihnachtsoratorium, J. S. Bach                                                | Brig                                      | Orchester musica antiqua          | Hansruedi Kämpfen               |
| 2016 | Krönungsmesse, (Missa in C), W. A. Mozart                                      | Zermatt                                   | Zermatt Festival Orchestra        | Ton Koopman                     |
| 2016 | Falstaff, Giuseppe Verdi                                                       | Verbier                                   | Verbier Festival Orchestra        | Jesùs Lopez Cobos               |
| 2016 | Mysterium Montis, Carl Rütti                                                   | Arlesheim, Brig, Einsiedeln               | Alphörner Sextett                 | Hansruedi Kämpfen               |
| 2018 | Missa in D, Antonín Dvořák                                                     | Zermatt                                   | Zermatt Festival Orchestra        | Marcus Creed                    |
| 2018 | BrigerMusikNächte, Show Konzert                                                | Brig                                      | Stadtmusik Saltina                | Hansruedi Kämpfen, Armin Rengli |
| 2019 | Heiligmesse (Missa in S. Bernardi von Offida), J. Haydn                        | Zermatt                                   | Zermatt Festival Orchestra        | Ton Koopman                     |
| 2019 | Dixit Dominus, G. F. Händel                                                    | St. Pierre de Clages, Brig                | Ensemble Il falcone               | Hansruedi Kämpfen               |
| 2019 | Gloria, Francis Poulenc                                                        | Raron, Chermignon                         | Ancienne Cecilia de Chermignon    | Hansruedi Kämpfen, Arsène Duc   |
| 2019 | Gloria, J. B. Bach, Mass of the Children, J. Rutter                            | Sion, Brig                                | Sion Festival Orchestre           | Hansruedi Kämpfen               |
| 2021 | Misa a Buenos Aires (Tango Mass), Martín Palmeri                               | Zermatt                                   | Zermatt Festival Orchestra        | Hansruedi Kämpfen               |
| 2022 | Carmina Burana, Carl Orff, Uraufführung Fassung für Kammerorchester            | Visp, Boswil                              | CHAARTS Kammerorchester           | Hansruedi Kämpfen               |
| 2023 | Oratorium Elias, Felix Mendelssohn, Aufführung der Fassung für Kammerorchester | Brig, St. Maurice, Le Sentier             | CHAARTS Kammerorchester           | Hansruedi Kämpfen               |
| 2024 | h-moll Messe, J. S. Bach                                                       | Hérémence, Brig                           | CHAARTS Kammerorchester           | Hansruedi Kämpfen               |
| 2024 | Ein deutsches Requiem, Johannes Brahms                                         | Brig, Boswil, Liestal                     | CHAARTS Kammerorchester           | Hansruedi Kämpfen               |
| 2025 | Messe in c-Moll, W. A. Mozart (Bernius&Wolf)                                   | Brig, Le Sentier,                         | CHAARTS Kammerorchester           | Hansruedi Kämpfen               |
| 2025 | Cavalleria Rusticana, Pietro Mascagni                                          | Verbier                                   | Verbier Festival Orchestra        | Andrea Battistoni               |

## Auszeichnungen
- 1989: 1. Platz beim Schweizerischen Chorwettbewerb in Charmey (CH)
- 1998: 1. Preis am internationalen Chorwettbewerb von Gorizia (I)
- 1990: 4. Rang, Internationaler Chorwettbewerb in Tolosa
- 1994: 1. Preis am Internationalen Chorwettbewerb in Gorizia, (I) höchste Punktzahl
- 1998: 1. Preis am Internationalen Chorwettbewerb in Montreux (CH) (obligates Werk)
- 1999: 2. Platz am Schweizer Chorwettbewerb in Zug (CH)
- 2001: Kulturpreis des Kantons Wallis.[28]
- 2001: 3. Platz am internationalen Chorwettbewerb von Tours (F)
- 2002: 3. Platz am internationalen Chorwettbewerb in Gorizia (I) Kategorie Doppelchörige geistliche Werke
- 2005: 1. Preis in der Kategorie Elitechöre aus dem In- und Ausland in Glarus (CH)
- 2013: 1. Platz Schweizerischer Chorwettbewerb Aarau, Kategorie Elite
- 2015: Auszeichnung international sehr gut, Kategorie Gemischte Chöre, in Marktoberdorf (D)[29]
- 2015: 2. Preis in der Kategorie „Internationaler gemischter Chor“ im Montreux Choral Festival (CH)
- 2016: MusikPro-Preis der Kulturkommission des Staates Wallis für seine choreographierte Aufführung des Weihnachtsoratoriums von J. S. Bach in der Kollegiumskirche Brig
- 2017: 3. Rang im internationalen Chorwettbewerb von Maasmechelen (B) Kategorie Gemischte Chöre, bester westeuropäischer Chor
- 2017: Goldmedaille am Grand Prix of Nations in Riga (Lettland)[30]

## Veröffentlichungen

### Diskographie
- Horch der Wind. 1991; Werke von Schumann, Dvorak, Janacek, Tischhauser, Brahms. Klavierbegleitung: Cornelia Venetz; Leitung: Hansruedi Kämpfen. CD 140791-2.
- Song of Praise. 2000; diverse a-Cappella-Werke; Leitung: Hansruedi Kämpfen. Artlab 00964.
- Geistliche Chormusik. 2001 zum 20-jährigen Bestehen, Liveaufnahme aus dem Berner Münster; Leitung: Hansruedi Kämpfen. DuraPhon, 6247 Schötz
- Carnaval et Tzigane. Liveaufnahme 2002 anlässlich des 20-Jahr-Jubiläums. Begleitung: artichic ensemble; Sopran: Rachel Harnisch; Leitung Hansruedi Kämpfen. DuraPhon-Studio.
- Ein deutsches Requiem. Johannes Brahms. gemeinsam mit Collegium Vocale, Bern; Begleitung: Orchestra Sinfonica Carlo Coccia (I);  Sopran: Rachel Harnisch; Bariton: Rudolf Rosen; Leitung Hansruedi Kämpfen. RecordArt.
- Da haben die Dornen Rosen getragen. 2004. Lieder zur Advents- und Weihnachtszeit. Singschule Oberwallis AMO; International Chamber Orchestra; Sopran: Rachel Harnisch; Leitung: Hansruedi Kämpfen. Artlab 04586.
- Les Chemins d’amour/Dreams of Love. 2009. Begleitung: I Salonisti; Sopran: Rachel Harnisch; Leitung: Hansruedi Kämpfen; artclassic
- Fest der Liebe, / Au Choeur de Noël. Benefiz-CD zugunsten des Schweizerischen Blinden- und Sehbehindertenverbandes SBV, Artlab
- Mysterium Montis. Carl Rütti, Vesper für Doppel-Chor, Solisten und Alphorn-Sextett; Leitung Hansruedi Kämpfen. Guild, 2016.
- Souverirs d'archives Live-Aufnahmen vom Zermatt Music Festival 2018 und 2019 und vom Sion Festival 2019.

### Audio
- Schw. Chorwettbewerb Aarau 2013; 1. Platz Kategorie Elite, Wie liegt die Stadt so wüst, Rudolf Mauerberger
- Radio DRS, Fiirabigmusig, Abendlied von Joseph Rheinberger, ab Minute 24:15
- SRF, Volksmusik-Brunch vom 13. Febr. 2012, Hansruedi Kämpfen, Dirigent des Oberwalliser Vokalensembles
- Guten Abend, gut' Nacht, 180 Jahre Brahms, ab Minute 1:10; 3:45; 25:35 und 41:40

### Fernsehauftritte
- 1997: Live-Auftritt, «Typisch» in Luzern
- 1998: In Twann
- 1999: Live-Auftritt, SF, DRS; Weihnachtssingen in Luzern
- 2005: «Fensterplatz», Fernsehen DRS, Lied Weischus dü? Aufnahmen in Gletsch (Kt. Wallis)
- 2005: «Hopp de Bäse», Fernsehen DRS, Interlaken
- 2014: «Kiosque à musique», Radio Télévison Suisse, Genf/Brig

## Freundeskreis OVE / Cercle des amis de l'OVE
Seit Jahren besteht der Verein Freundeskreis des Oberwalliser Vokalensembles. Ziel dieses Vereins ist die moralische, organisatorische und finanzielle Unterstützung des Oberwalliser Vokalensembles.

### Das OVE in den Printmedien
- Zeitungsarchiv Alois Grichting; Suchbegriff: Oberwalliser Vokalensemble
- Der Berner Oberländer; Schlosskonzerte Spiez
- Radio Rottu Oberwallis, rro; Vereidigungsmesse Schweizergarde Februar 2015 in Rom
- Radio Rottu Oberwallis, rro; Das OVE erreicht den 1. Rang am Schweizerischen Chorwettbewerb in Aarau

### Videos
- Oberwalliser Vokalensemble – Chorwettbewerb 2013 – Schweizerischer Chorwettbewerb Aarau, Wie liegt die Stadt so wüst, Rudolf Mauersberger
- Weischus dü?, Text: Hannes Taugwalder; Satz: Eugen Meier; Oberwalliser Vokalensemble
- Eugen Meier; Weischus dü? 14. Internationaler Kammerchor-Wettbewerb, 2015, Marktoberdorf
- Randall Stroope The Conversion of Saul; 14. Internationaler Kammerchor-Wettbewerb, 2015, Marktoberdorf
- Carl Haywood; Didn't my Lord; 14. Internationaler Kammerchor-Wettbewerb, 2015, Marktoberdorf
- Tomás Luis de Victoria; Regina Caeli, Laetare; 14. Internationaler Kammerchor-Wettbewerb, 2015, Marktoberdorf
- Levente Gyöngyösi; Domine Deus Meus; 14. Internationaler Kammerchor-Wettbewerb, 2015, Marktoberdorf
- Eric Whitacre; Waternight; 3. Alpenchorfestival, 2012 Brig
- Felix Mendelssohn; Denn er hat seinen Engeln befohlen; 4. Alpenchorfestival, 2014, Brig
- Bedrich Smetana; Warum sollten wir nicht froh sein; 3. Alpenchorfestival, 2012 Brig
- Eugen Meier; Sonett 18; Eugen Meier; 3. Alpenchorfestival, 2012 Brig
- Moses Hogan; The Battle of Jericho; 3. Alpenchorfestival, 2012 Brig